# Publicis
Publicis Groupe este o companie multinațională franceză de publicitate și relații publice. Una din cele mai vechi și mai mari (după venituri) din lume, are sediul în Paris.
După 1945, agenția de publicitate puțin cunoscută cu sediul în Paris a crescut rapid, devenind a patra cea mai mare agenție. A fost un lider în promovarea exploziei economice a Franței de după război, în special în extinderea industriei de publicitate; a avut succes datorită legăturilor sale strânse cu înalți oficiali ai guvernului Franței, utilizarea inteligentă a simbolurilor pentru a se promova și capacitatea sa de a atrage clienți din industrii în creștere foarte diverse.
Este una din companiile "Big Four" de agenție, alături de WPP, The Interpublic Group of Companies și Omnicom. Publicis Groupe S.A. este condusă de Arthur Sadoun, și agențiile sale furnizează publicitate tradițională și digitală, servicii media și servicii de marketing (SMSM) către clienți naționali și multinaționali.

## Publicis în România
În România, grupul Publicis este reprezentat prin intermediul Publicis România, o firmă autohtonă aflată sub franciză. Publicis mai deține în România și agențiile de media Zenith Media, Optimedia și Starcom MediaVest, unite în grupul PGM (Publicis Groupe Media), care au avut, cumulat, în anul 2007, o cifră de afaceri de 98 milioane euro, un venit net de 3 8 milioane euro și o cotă de 25,1% din piață. Pe piața locală, grupul Publicis concurează cu McCann Erickson, Grey Bucharest, Graffiti BBDO, Saatchi & Saatchi, Leo Burnett Worldwide și alții.